# Episodi di Outlander (prima stagione)
La prima stagione della serie televisiva Outlander, composta da 16 episodi, è stata trasmessa sul canale statunitense Starz in due parti separate: la prima metà della stagione è andata in onda dal 9 agosto al 27 settembre 2014, mentre la seconda metà è andata in onda dal 4 aprile al 30 maggio 2015.
Negli Stati Uniti, l'episodio pilota Sassenach è stato reso disponibile in anteprima dal 2 agosto 2014 sul sito web di Starz, su YouTube e sui servizi Starz On Demand e Starz Play.
In Italia, la stagione è andata in onda sul canale satellitare Fox Life dal 9 marzo al 29 giugno 2015.
Il cast principale di questa stagione è formato da: Caitríona Balfe, Sam Heughan, Tobias Menzies, Graham McTavish, Duncan Lacroix, Grant O'Rourke, Stephen Walters, Gary Lewis, Lotte Verbeek, Simon Callow, Bill Paterson, Laura Donnelly, Douglas Henshall, Steven Cree.
| nº            | Titolo originale             | Titolo italiano               | Prima TV USA      | Prima TV Italia |
| Prima parte   | Prima parte                  | Prima parte                   | Prima parte       | Prima parte     |
| ------------- | ---------------------------- | ----------------------------- | ----------------- | --------------- |
| 1             | Sassenach                    | La straniera                  | 9 agosto 2014     | 9 marzo 2015    |
| 2             | Castle Leoch                 | Il Castello di Leoch          | 16 agosto 2014    | 16 marzo 2015   |
| 3             | The Way Out                  | Una via d'uscita              | 23 agosto 2014    | 23 marzo 2015   |
| 4             | The Gathering                | Il raduno                     | 30 agosto 2014    | 30 marzo 2015   |
| 5             | Rent                         | Riscossione                   | 6 settembre 2014  | 6 aprile 2015   |
| 6             | The Garrison Commander       | Il comandante del presidio    | 13 settembre 2014 | 13 aprile 2015  |
| 7             | The Wedding                  | Il matrimonio                 | 20 settembre 2014 | 20 aprile 2015  |
| 8             | Both Sides Now               | Tra due mondi                 | 27 settembre 2014 | 27 aprile 2015  |
| Seconda parte |                              |                               |                   |                 |
| 9             | The Reckoning                | La resa dei conti             | 4 aprile 2015     | 4 maggio 2015   |
| 10            | By the Pricking of My Thumbs | Una serie di nefasti eventi   | 11 aprile 2015    | 11 maggio 2015  |
| 11            | The Devil's Mark             | Il marchio del diavolo        | 18 aprile 2015    | 18 maggio 2015  |
| 12            | Lallybroch                   | Lallybroch                    | 25 aprile 2015    | 25 maggio 2015  |
| 13            | The Watch                    | La vigilanza                  | 2 maggio 2015     | 8 giugno 2015   |
| 14            | The Search                   | In cerca di Jamie             | 9 maggio 2015     | 15 giugno 2015  |
| 15            | Wentworth Prison             | La prigione di Wentworth      | 16 maggio 2015    | 22 giugno 2015  |
| 16            | To Ransom a Man's Soul       | Riscattare l'anima di un uomo | 30 maggio 2015    | 29 giugno 2015  |

## La straniera
- Titolo originale: Sassenach
- Diretto da: John Dahl
- Scritto da: Ronald D. Moore

### Trama
Frank e Claire Randall, una coppia inglese sposatasi poco prima della Seconda guerra mondiale, si recano a Inverness, nelle Highlands scozzesi, per trascorrere la loro "seconda luna di miele", festeggiando la fine della guerra e conoscendosi meglio, dal momento che sono stati lontani per i cinque lunghi anni della guerra.
Con la scusa della luna di miele, Frank, con l'aiuto dell'amico reverendo Wakefield, cerca di ricostruire l'albero genealogico della sua famiglia, presente nel territorio delle highlands duecento anni prima.
La coppia visita i posti caratteristici delle Highlands, quando una sera, su una collina con un cerchio di pietre chiamato Craigh Na Dun, assistono ad un antico ballo celtico per la festa di Halloween.
Il giorno seguente Claire, appassionata di botanica, si addentra da sola in questo posto per raccogliere il fiore nontiscordardimé e, toccando con le mani la pietra più alta, viene portata indietro nel tempo nel XVIII secolo.
- Durata: 63 minuti
- Guest star: James Fleet (Rev. Reginald Wakefield), Tracey Wilkinson (Signora Graham), Kathryn Howden (Signora Baird), Prentis Hancock (Zio Lamb), Elizabeth Bowie (Claire da giovane), David Elliot (Medico di campo), Clare Yuille (Infermiera di campo), Andrew Still (Soldato 1), Euan Cuthbertson (Soldato 2), Jack Eyers (Soldato ferito).
- Ascolti USA: telespettatori 720 000[5]

## Il Castello di Leoch
- Titolo originale: Castle Leoch
- Diretto da: John Dahl
- Scritto da: Ronald D. Moore

### Trama
Claire viene presentata al signore del castello, Colum MacKenzie, il quale le fa alcune domande sulla sua vita per cercare di capire se si tratti o meno di una spia. Mentre è alla ricerca di funghi ed erbe, viene avvicinata dalla misteriosa Geillis Duncan, una donna che, come lei, conosce bene le erbe e i loro effetti curativi.
Dougal non si fida di Claire e mette sulle sue tracce uno dei suoi uomini, ma lei se ne accorge e gli chiede spiegazioni. Dougal risponde di essere convinto che lei possa essere una spia e che la terrà d'occhio. Claire intanto viene a sapere da Jamie Fraser che lui è ricercato per un omicidio che non ha commesso e che c'è una taglia sulla sua testa.
Proprio mentre sta per partire, Claire viene bloccata da Dougal che la porta da Colum MacKenzie, quest'ultimo le mostra l'infermeria del castello e la obbliga a restare lì come "guaritrice" finché non sarà convinto del fatto che non si tratta di una spia.
- Durata: 59 minuti
- Guest star: Annette Badland (Glenna Fitzgibbons), Nell Hudson (Laoghaire MacKenzie), Laura Donnelly (Jenny Fraser), James Fleet (Rev. Reginald Wakefield), Liam Carney (Vecchio Alec), Aislin McGuckin (Letitia MacKenzie), Roddy Gilkison (Hamish), Colin Moncrieff (Scrivano), Donald Gillies (William Talbot), Donald Sinclair (Fingal Duncan), Kenny Lindsay (Clyde MacKenzie), David MacKenzie (Kyle), Artair Donald (Malcolm), Muireann Kelly (Dolina), Steven Blake (Suonatore di cornamusa).
- Ascolti USA: telespettatori 895 000[6]

## Una via d'uscita
- Titolo originale: The Way Out
- Diretto da: Brian Kelly
- Scritto da: Anne Kenney

### Trama
Claire viene chiamata da Colum che le chiede di massaggiargli le gambe per farlo stare meglio, lei consiglia un massaggio alla spina dorsale e il signore del castello si sente subito meglio e ora ha maggiore fiducia nella donna.
Claire viene a sapere che il nipote della governante del castello, la signora Fitzgibbons, è malato e sta per morire. Viene interpellato un prete esorcista, tale padre Brain il quale tenta di esorcizzare il bambino  senza successo.
Claire chiede a Jamie di accompagnarla nel posto in cui i bambini sono stati prima di ammalarsi: le rovine di una vecchia abbazia costruita dai sassoni. Lì scopre una pianta di aglio selvatico che invece si rivela essere una pianta velenosa che i bambini hanno ingerito. Subito Claire torna dal bambino e gli somministra un antidoto, questo fa infuriare frate Brain che le fa delle velate minacce.
Durante l'ascolto di una canzone, Claire scopre che c'è un modo per tornare a casa: toccare di nuovo la pietra, ma funzionerà davvero?
- Durata: 55 minuti
- Guest star: Annette Badland (Glenna Fitzgibbons), Nell Hudson (Laoghaire MacKenzie), Tim McInnerny (Padre Bain), Gillebride MacMillan (Gwyllyn il Bardo), John Sessions (Arthur Duncan), Daniel Kerr (Tammas), Aislin McGuckin (Letitia MacKenzie), Blair Cunningham (Garzone di Tanner), Roddy Gilkison (Hamish), Lynsey-Anne Moffat (Signora Baxter), David McKay (Niall Drummond), Lucy Hollis (Jeanie Hume), Nicola Clark (Shona MacNeill).
- Ascolti USA: telespettatori 1 003 000[7]

## Il raduno
- Titolo originale: The Gathering
- Diretto da: Brian Kelly
- Scritto da: Matthew B. Roberts

### Trama
Claire inizia a giocare con i bambini, questo le dà modo di potersi muovere più liberamente e poter memorizzare il tragitto che la porterà fuori dalle mura e vicina al villaggio e, da lì, alla pietra che potrebbe riportarla nel suo tempo. Ha fatto una grande scorta di provviste e il giorno in cui gli uomini si radunano per prestare giuramento a Colum sembra il momento giusto: tutti saranno ubriachi e troppo impegnati per pensare a lei.
Claire somministra un sonnifero a una delle guardie incaricate di spiarla e questi sparisce per un po' nella folla, nel frattempo lei si allontana e cerca di fuggire, ma viene trovata da tre uomini i quali tentano di stuprarla. A evitare lo stupro arriva Dougal che li caccia via, ma, ubriaco, tenta anch'egli delle avances. Lei lo spinge via, ma lui si accorge del paniere contenente le provviste, mentre si china per vedere meglio, Claire lo colpisce con uno sgabello mettendolo fuori combattimento.
Claire esce dal castello e si dirige nelle stalle dove trova Jamie, lui le spiega che non può fuggire: ci sono molti uomini di guardia, sarebbe subito trovata. Le dice di non preoccuparsi di Dougal perché l'indomani non ricorderà più nulla a causa dell'alcol. Jamie viene scoperto e riportato al castello dove dovrà prestare giuramento a Colum o essere ucciso, ma se prestasse giuramento, alla morte di quest'ultimo, lui diventerebbe il signore del castello e Dougal lo ucciderebbe. Jamie agisce di astuzia e, sfruttando il fatto di essere di un altro clan, giura fedeltà come alleato: in questo modo non potrà prendere il posto di Colum e Dougal non avrà modo di ucciderlo.
Durante la battuta di caccia successiva, un amico di Dougal viene ferito a morte e Claire lo aiuta come può, forse anche per ricambiare il fatto che Dougal le aveva salvato la vita uccidendo il cinghiale che stava per colpirla. Dougal, impressionato positivamente da Claire, le chiede di andare con lui a visitare i territori vicini.
- Durata: 56 minuti
- Guest star: Annette Badland (Glenna Fitzgibbons), Nell Hudson (Laoghaire MacKenzie), Liam Carney (Vecchio Alec), Aislin McGuckin (Letitia MacKenzie), Roddy Gilkison (Hamish), Bryan Larkin (Geordie), Daniel Kerr (Tammas), David Walker (Uomo del clan 1), Jake Ferretti (Uomo del clan 2), John Clyde (Guardia 1), Patrick Wallace (Guardia 2), Victoria Taggard (Donna Rubenesque), Diana Gabaldon (Iona MacTavish).
- Ascolti USA: telespettatori 843 000[8]

## Riscossione
- Titolo originale: Rent
- Diretto da: Brian Kelly
- Scritto da: Toni Graphia

### Trama
Claire accompagna Dougal nel suo giro presso i villaggi, il giro serve principalmente a raccogliere le tasse. La donna nota che Dougal mette spesso in mostra le cicatrici di Jamie davanti agli uomini del villaggio e fa loro discorsi in gaelico e inizia a pensare che il fratello di Colum in realtà sia un approfittatore che tiene per sé parte dei tributi.
Arrivati davanti a una casa bruciata dalla "ronda", un esercito irregolare che si vende al miglior offerente e brutalizza chi non si piega alle sue regole, Dougal prende accordi sotto banco con loro: Claire è infuriata, ma Jamie le fa capire che è lontana dal suo paese e la invita a non giudicare cose che non conosce.
Claire, da una conversazione, capisce il vero motivo per il quale Dugal mostra le cicatrici del nipote: vuole fomentare una rivolta contro il re Giorgio II e ne approfitta per raccogliere soldi per l'esercito giacobita. Claire sa già che l'esercito giacobita è destinato a perdere e vorrebbe metterli in guardia, ma non sa come fare.
Mentre Claire si sta lavando al fiume, Dougal le chiede chi sia davvero lei: è inusuale che una donna si interessi di politica e faccia battute, come fa lei. Lei non fa in tempo a rispondere perché arrivano delle giubbe rosse, il loro comandante, il luogotenente Jeremy Foster, chiede a Claire se si trovi lì contro la sua volontà poiché è un crimine trattenere una cittadina inglese.
- Durata: 57 minuti
- Guest star: Finn Den Hertog (Willie), Tom Brittney (Luogotenente Jeremy Foster), Valerie Edmond (Donalda Gilchrist), James Fleet (Rev. Reginald Wakefield), Tam Dean Burn (Alastair), Mark Kydd (Marcus), Linda Jane Devlin (Morag), Belle Jones (Shirley), Kate Donnelly (Muriel), Eliza Langland (Donna anziana), Robert Williamson (Torcall Iverson), Martin Burns (Beathan Young), Andrew Douglas (Zotico 1), Mark Toddie (Zotico 2).
- Ascolti USA: telespettatori 950 000[9]

## Il comandante del presidio
- Titolo originale: The Garrison Commander
- Diretto da: Brian Kelly
- Scritto da: Ira Steven Behr

### Trama
Claire dichiara di essere ospite presso il castello dei MacKenzie, ma il luogotenente Jeremy Foster insiste affinché vada con lui e i suoi uomini presso lo stanziamento delle truppe inglesi, lì potrà parlare con il Generale di brigata, Lord Thomas; il quale si comporta da perfetto ospite nei confronti di Claire, ma tratta con sufficienza Dougal, che esce dalla sala. Mentre Dougal è fuori, arriva il capitano Jack Randall che riconosce la donna.
Claire viene chiamata perché, nel corso di un attacco a sorpresa da parte di alcuni ribelli scozzesi, alcuni uomini sono stati feriti e necessitano soccorso, la donna va quindi ad aiutarli e a un uomo viene amputato il braccio. Dopo questa operazione, Claire ritorna nella sala per poter parlare nuovamente con Lord Thomas, il quale le aveva promesso una scorta fino al villaggio di Inverness. Il lord non c'è più, al suo posto siede il capitano Randall che la interroga. Lei inventa una storia e cerca di convincere il capitano a riportarla a Inverness e a redimersi, lui finge di essere pentito e le racconta come e perché ha frustato personalmente Jamie.
Randall che non crede alla versione di Clairee le assesta un pugno, ma  viene salvata da altre azioni violente dal provvidenziale intervento di Dougal. Il capitano Randall le intima di presentarsi a Fort William per un interrogatorio la mattina seguente. Dougal allora le spiega che l'unico modo per evitarlo è diventare scozzese, in quanto nessun ufficiale inglese può dire a uno scozzese cosa fare, a meno che non ci sia qualche prova di colpevolezza, e neanche può portare uno scozzese via dalle Highlands senza il permesso del capo del clan. Per Claire l'unico modo per diventare scozzese è sposarne uno.
Pur di fuggire all'interrogatorio, Claire accetta di sposare Jamie.
- Durata: 57 minuti
- Guest star: John Heffernan (Generale di brigata Lord Thomas), Tom Brittney (Luogotenente Jeremy Foster), Finn Den Hertog (Willie), Ian Dunn (Capitano Yates), Andrew Whipp (Brian Fraser), Matthew Steer (Luogotenente Hughes), Edmund Digby-Jones (Caporale Hawkins), John Kielty (Soldato 1), Martin McBride (Soldato 2), Nick Farr (Medico dell'esercito), Eric Robertson (Mercante).
- Ascolti USA: telespettatori 1 097 000[10]

## Il matrimonio
- Titolo originale: The Wedding
- Diretto da: Anna Foerster
- Scritto da: Anne Kenney

### Trama
Il matrimonio tra Claire e Jamie viene celebrato. I due si trovano in camera da letto ma l'atmosfera tra loro è di grande nervosismo, in quanto sanno di dover consumare immediatamente il matrimonio perché questo possa essere ritenuto completamente valido, come prevedevano le convenzioni dell'epoca. I due incominciano quindi a parlare così da conoscersi meglio, sentirsi maggiormente a proprio agio e creare un'atmosfera più rilassata. Durante la loro lunga conversazione, veniamo a conoscenza del fatto che Jamie ha posto a Dougal tre condizioni, prima di accettare di sposarsi con Claire: celebrare il matrimonio in chiesa davanti a un prete, forgiare una fede nuziale per Claire utilizzando il ferro di una chiave da lui posseduta, e procurare alla sposa un vero abito nuziale. In aggiunta, grazie all'aiuto dell'amico Murtagh, Jamie riesce a procurarsi un kilt realizzato con i colori dei Fraser, clan a cui lui realmente appartiene. In un flashback che ci riporta al momento immediatamente precedente all'inizio della cerimonia, infatti, Jamie rivela a Claire che il suo vero nome è James Alexander Malcom MacKenzie Fraser.
I due trascorrono momenti intimi molto piacevoli, il che mette Claire in una situazione di conflitto interiore che fa fatica ad accettare: da un lato sente di iniziare a provare un profondo affetto, se non amore, per Jamie; dall'altro lato, tuttavia, si sente in colpa nei confronti di Frank.
- Durata: 54 minuti
- Guest star: Finn Den Hertog (Willie), Kevin Mains (Andrew Gow), Frank Gilhooley (Torin), Hilary MacLean (Edina), Rachel McReath (Mairi), Nina Gilhooly (Isabella), James Keenan (Locandiere), Gowan Calder (Moglie del locandiere), Rian Gordan (Figlio del locandiere).
- Ascolti USA: telespettatori 1 233 000[11]

## Tra due mondi
- Titolo originale: Both Sides Now
- Diretto da: Anna Foerster
- Scritto da: Ronald D. Moore

### Trama
Nel 1945 Frank continua a cercare Claire, mentre Claire nel 1743 vorrebbe tornare a casa. Quando la perpetua del reverendo Wakefield si decide a raccontare a Frank di Craigh Na Dun, e della leggenda dei viaggi nel tempo, Frank decide di abbandonare Inverness non credendo alle parole della donna. Intanto gli uomini del clan MacKenzie, dopo essere stati attaccati nella notte, insegnano a Claire come uccidere un uomo. La cosa si rivelerà utile quando, Claire e Jamie mentre sono appartati in un posto isolato, vengono attaccati dalle giubbe rosse. Claire uccide uno di loro e Jamie la mette sotto scorta. Ma Claire si allontana per passeggiare e si rende conto di essere a Craig Na Dun. Così corre verso le rocce proprio quando nel 1945 Frank è lì e continua a gridare il suo nome. I due continuano a chiamarsi e a sentire l'eco l'uno dell'altra. Ma proprio quando Claire sta per mettere le mani sulla pietra, viene catturata dalle giubbe rosse e portata in prigione dove ad attenderla ci sarà Black Jack Randall.
- Durata: 55 minuti
- Guest star: James Fleet (Rev. Reginald Wakefield), Tracey Wilkinson (Signora Graham), Finn Den Hertog (Willie), Edmund Digby-Jones (Caporale Hawkins), John Wark (Detective Collins), Alan McHugh (Sergente McKinney), Simon Meacock (Hugh Munro), Rory Burns (Roger Wakefield), Olivia Morgan (Sally), James Groom (Harry), Nicholas Aaron (Arnold), Gerry McLaughlin (Conestabile Boyle).
- Ascolti USA: telespettatori 1 417 000[12]

## La resa dei conti
- Titolo originale: The Reckoning
- Diretto da: Richard Clark
- Scritto da: Matthew B. Roberts

### Trama
Jamie irrompe a Fort William con i suoi compagni e riesce a liberare Claire dalle grinfie del capitano Randall per un soffio. Essersi esposti in tal modo comporta un rischio elevato per gli uomini e Jamie si trova a dover punire Claire per averli sottoposti a tutto ciò, sebbene a livello personale le abbia concesso il perdono, ammettendo a se stesso di non avere alternative, in quanto innamorato. Le vergate però non vengono subite da lei docilmente e il rapporto tra i due si incrina. Nel frattempo, a seguito del ritorno a casa dei MacKenzie, un altro rapporto viene messo a dura prova: Colum è a conoscenza dei soldi che il fratello accumula per la causa giacobina e li requisisce. Il clan si divide in due fazioni prossime allo scontro, finché Colum, sotto consiglio di Jamie, accontenta il fratello e calma le acque. Laoghaire intanto si propone a Jamie, ma viene rifiutata. Fraser intende tener fede ai voti matrimoniali ed è intenzionato a recuperare ciò che aveva costruito con Claire. In seguito al giuramento solenne di non farle mai più del male, i due fanno l'amore in maniera violenta e passionale, riconciliandosi.
- Durata: 59 minuti
- Guest star: Nell Hudson (Laoghaire MacKenzie), Annette Badland (Glenna Fitzgibbons), Lochlann O'Mearain (Horrocks), Aislin McGuckin (Letitia MacKenzie), Finn Den Hertog (Willie), Graeme McKnight (Soldato McGinnis), Liam Carney (Vecchio Alec).
- Ascolti USA: telespettatori 1 220 000[13]

## Una serie di nefasti eventi
- Titolo originale: By the Pricking of My Thumbs
- Diretto da: Richard Clark
- Scritto da: Ira Steven Behr

### Trama
- Durata: 58 minuti
- Guest star: Nell Hudson (Laoghaire MacKenzie), Annette Badland (Glenna Fitzgibbons), James Fleet (Rev. Reginald Wakefield), Aislin McGuckin (Letitia MacKenzie), Tracey Wilkinson (Signora Graham), John Sessions (Arthur Duncan), Daniel Kerr (Tammas), Lucy Hollis (Jeanie Hume), James Young (Alexander MacDonald), Jim Sweeney (Andrew MacDonald), Andrew Rothney (Neil MacDonald), Paul Tinto (Rob MacDonald), Robert Read (Sovrintendente 1), John Ritchie (Sovrintendente 2), Kenny Blyth (Ufficiale del duello).
- Ascolti USA: telespettatori 860 000[14]

## Il marchio del diavolo
- Titolo originale: The Devil's Mark
- Diretto da: Mike Barker
- Scritto da: Toni Graphia

### Trama
Con Jamie lontano, i nemici di Claire ne approfittano, usando l'amicizia che lei ha con Geillis per imputare entrambe di stregoneria. I testimoni principali del processo sono Padre Bain e una vendicativa Laoghaire. Quest'ultima si scaglia contro Claire come una furia, utilizzando gli screzi precedentemente avuti per accusarla davanti ai giudici di ogni tipo di ignominia, per poi sputarle in faccia il suo più profondo disprezzo, per averle portato via il suo Jamie dicendole: "Ballerò sulle tue ceneri".
L'avvocato dei MacKenzie cerca di aiutare le due imputate, purtroppo però la furia popolare è tale da non lasciargli margine d'azione. Così, quando alla fine del processo dichiara di poter salvare solo una di loro, Claire non ha cuore di lasciare la sua amica in difficoltà. Geillis però, vedendo lo spirito di abnegazione di Claire, non può permettere di vederle subire il suo stesso destino: così strappandosi il vestito di dosso, fa vedere un marchio sul braccio, dichiarando a tutti di essere la serva del diavolo e che quello è il suo simbolo d'appartenenza. Quello che la donna mostra, non è altro che la cicatrice del vaccino per il vaiolo. Prima di essere portata via, in una scena surreale e macabra, che la vede nuda e con esposto  il ventre che tradisce la sua gravidanza, riesce a comunicare a Claire una cosa incredibile: lei viene dal 1968. Una Claire allibita sta per subire ella stessa un infausto destino, quando all'improvviso, dalle porte del tribunale, Jamie fa irruzione, portandola via da lì, sotto lo sguardo attonito di tutti, soprattutto della sconvolta Laoghaire, che già pensava di essersi liberata di lei.
In fuga verso Lallybroch, mentre Jamie le cura le ferite inferte dalla frusta, Claire si rende conto di essere alla resa dei conti; alle domande di lui non può più mentire: così, per quanto surreale, si appresta a raccontargli tutta la verità. Le parole fluiscono libere e con loro tutta una verità che troppo a lungo era stata contenuta. Così Jamie ascolta, interrompendo a tratti per avere delucidazioni su eventi, o date, o situazioni poco chiare per lui. Alla fine del suo racconto, Claire è svuotata di ogni energia, ma finalmente libera, libera di essere se stessa con questo marito che il passato le ha regalato. Jamie, a suo modo, si sente profondamente in colpa, pensando di aver punito Claire per aver cercato di tornare alla sua casa e dal suo primo marito. Ora finalmente la capisce e, se possibile, l'ama ancora di più. Pensando di dirigersi alla residenza di Jamie, Claire non pone domande sulla loro destinazione, sino a quando una mattina, non si trova di nuovo davanti alle pietre di Craig na dun. Jamie è convinto che debba essere lei a decidere del proprio destino.
- Durata: 59 minuti
- Guest star: Tim McInnerny (Padre Bain), Nell Hudson (Laoghaire MacKenzie), Kern Falconer (Kilgore), Mark McDonnell (Watt), Johnny Austin (John Macrae), Lucy Hollis (Jeanie Hume), Mark Prendergast (Alastair Duffie), Kim Allan (Robena Donaldson), Rhys Parry-Jones (Guardia 3), Pauline Lynch (Donna), John Michael-Love (Uomo robusto).
- Ascolti USA: telespettatori 1 093 000[15]

## Lallybroch
Questo episodio non è da confondere con quello omonimo della terza stagione.
- Titolo originale: Lallybroch
- Diretto da: Mike Barker
- Scritto da: Anne Kenney

### Trama
- Durata: 57 minuti
- Guest star: Francis Magee (Crenshaw), Douglas Russell (Lennox), Andrew Whipp (Brian Fraser), Richard Jack (Ronald MacNab), Jamie Kennedy (Rabbie MacNab), Matthew Douglas (Caporale Dawson), Richard Cant (Collins), Aaron Wright (Jamie Fraser Murray), Margaret Fraser (Signora Crook), Paul Charlton (Duncan), Naomi Neilson (Mabel), David Leith (Robert), Stephen Bisland (Soldato britannico).
- Ascolti USA: telespettatori 1 112 000[16]

## La vigilanza
- Titolo originale: The Watch
- Diretto da: Metin Hüseyin
- Scritto da: Toni Graphia

### Trama
- Durata: 56 minuti
- Guest star: Lochlann O'Mearain (Horrocks), Douglas Russell (Lennox), Francis Magee (Crenshaw), Aaron Wright (Piccolo Jamie), Margaret Fraser (Signora Crook), Jamie Kennedy (Rabbie MacNab).
- Ascolti USA: telespettatori 1 048 000[17]

## In cerca di Jamie
- Titolo originale: The Search
- Diretto da: Metin Hüseyin
- Scritto da: Matthew B. Roberts

### Trama
- Durata: 57 minuti
- Guest star: Finn Den Hertog (Willie), Martin Brody (Seoirse Ward), Mark Jeary (Soldato Richards), Douglas Russell (Lennox), Steve Hay (Zingaro 1), Stuart Falconer (Ubriaco), Sally Howitt (Kyrie), Eric Latimer (Giocoliere), Symon MacIntyre (Burattinaio 1), Kim Bergsagel (Burattinaio 2), Chris Findlay (Danzatore con la spada), Siobhan Miller (Cantante).
- Ascolti USA: telespettatori 1 084 000[18]

## La prigione di Wentworth
- Titolo originale: Wentworth Prison
- Diretto da: Anna Foerster
- Scritto da: Ira Steven Behr

### Trama
- Durata: 56 minuti
- Guest star: Finn Den Hertog (Willie), Richard Ashton (Marley), Frazer Hines (Sir Fletcher Gordon), Brian McCardie (Sir Marcus MacRannoch), Gary Lind (Absalom), Owen Oakeshott (Capo carceriere), Simon Winkler (Carceriere 1), Darren Jelley (Carceriere 2), Sean-Joseph McKee (Carceriere 3), Nick Cornwall (Ufficiale della prigione), Ross Maxwell (Prigioniero 1), Mark Phoenix (Prigioniero 2), Michael Daviot (Prigioniero 3), Will Alexander (Giubba rossa tenente), Steve Giles (Giubba rossa 1), Joshua Mayes-Cooper (Giubba rossa 2).
- Ascolti USA: telespettatori 1 014 000[19]

## Riscattare l'anima di un uomo
- Titolo originale: To Ransom a Man's Soul
- Diretto da: Anna Foerster
- Scritto da: Ira Steven Behr e Ronald D. Moore

### Trama
- Durata: 58 minuti
- Guest star: Finn Den Hertog (Willie), Richard Ashton (Marley), Ian Hanmore (Padre Anselm), Sandy Grierson (Fratello Paul).
- Ascolti USA: telespettatori 981 000[20]